# Solar Plexus
Solar Plexus is een album uit 1971 van de Britse jazzfusionband Nucleus. Het album werd geschreven door Ian Carr. Het is gebaseerd op twee thema's, "Elements I & II". De nummers "Changing Times" en "Spirit Level" verkennen het eerste thema, "Bedrock Deadlock" en "Torso" het tweede. "Snakeships' Dream" probeert beide thema's te versmelten. De titel van dit laatste nummer is een verwijzing naar de befaamde jazzbandleider en -danser Ken "Snakehips" Johnson.

## Tracks
1. "Elements I & II" - 2:12
2. "Changing Times" - 4:44
3. "Bedrock Deadlock" - 6:52
4. "Spirit Level" - 9:20
5. "Torso" - 6:12
6. "Snakehips' Dream" - 15:16

In 2002 bracht BGO Records het album uit op cd, gebundeld met het album Belladonna.

## Bezetting
- Ian Carr: trompet, bugel
- Karl Jenkins: hobo, baritonsaxofoon, elektrische piano, piano
- Brian Smith: tenorsaxofoon, sopraansaxofoon, fluit
- Chris Spedding: gitaar
- Jeff Clyne: bas, contrabas
- John Marshall: drums, percussie

Gastmusici:
- Kenny Wheeler: trompet, bugel (tracks 1, 2, 5 en 6)
- Harry Beckett: trompet, bugel (tracks 3 en 4)
- Tony Roberts: tenorsaxofoon, basklarinet
- Ron Matthewson: bas
- Chris Karan: percussie
- Keith Winter: VCS3-synthesizer